# 地質

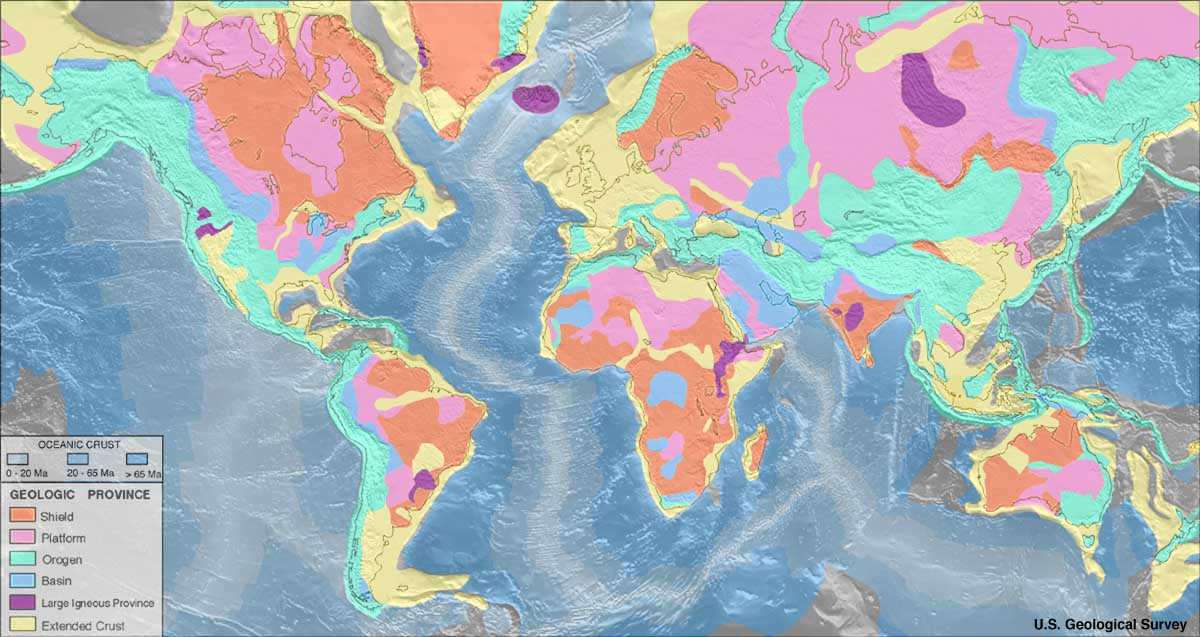
世界の地質区（アメリカ地質調査所）
Shield
Platform
Phanerozoic orogen
Basin
Large igneous province
Extended continental crust 海洋地殻の年代:
0–20 Ma（メガ年、1単位を100万年とする単位）
20–65 Ma
>65 Ma

地質（ちしつ、英: geology）とは、地面より下（生物起源の土壌を除く）の岩石・地層の性質・状態・種類などを指す。
地質学は、これらを専門的に研究する学問である。地質の研究（地質学の実践）において、特異な化石や鉱物が発見されることもままあるが、主たる対象は、岩石とその層状の構造である地層である。逆に、考古学や古生物学の知見から、地層の年代の特定が行われるなど、隣接分野からの知見が地質に関する知見を広げることも多々ある。

## 地質の日
2007年3月13日、日本の地質関係の組織・学会が発起人となり、5月10日を「地質の日」と定めた。1876年5月10日に、ベンジャミン・スミス・ライマンらによって日本で初めて広域的な地質図である「日本蝦夷地質要略之図」が作成されたこと、1878年5月10日に、内務省地理局地質課が定められたことによる。